# Demosten
Demosten (grško: Demosthenes), grški politik, vojskovodja in govornik, * 384 pr. n. št., Atene, Grčija, † 322 pr. n. št., Atene Grčija.
Demostenov politični vzpon se je začel 351 pr. n. št., ko je s prvo od štirih filipik napadel Filipa II. 338 pr. n. št. mu je uspelo združiti Atene in Tebe zoper Filipa, kjer je bil poražen. Po porazu v bitki pri Hajroneji se je umaknil iz politike. Ko je Filip 336 pr. n. št. umrl, je deloval proti njegovemu sinu Aleksandru Velikemu. Po neuspešni vstaji grških držav proti Aleksandru v letih 323-322 pr. n. št. je naredil samomor.
Ohranilo se je večje število sodnih in političnih govorov. Že v antiki je veljal za vzor popolnega govornika. Po njegovem zgledu je Cicero napisal knjigo Filipike.